# Libro de Picatrix
El Libro de Picatrix (también Libro de Pikatrix o Piccatrix) es la denominación actual para una obra de cuatrocientas páginas de magia y astrología escrita originalmente en árabe bajo el título غاية الحكيم Ghāyat al-Ḥakīm, traducido como El propósito del sabio o El objetivo del sabio.

## Datación
La mayor parte de los eruditos consideran que la obra original fue escrita a mediados del siglo XI, aunque también plantean su datación en la primera mitad del siglo X.
La obra en árabe fue traducida al español y después al latín durante el siglo XIII, época en la que obtuvo el título en latín de Picatrix, usado a veces para referirse al autor del libro.

## Traducción al castellano
Es considerada una obra de la literatura medieval española escrita en árabe y atribuida a Maslama al-Mayriti, siendo traducida durante el reinado de Alfonso X el Sabio. En torno a 1256, Alfonso X ordenó traducir al castellano y al latín el tratado árabe de magia talismánica, escrito alrededor de doscientos cincuenta años antes.
Si bien la versión castellana hay que darla por perdida, la traslación latina (Liber Picatrix) se difundió por todo Occidente y alcanzó un notable éxito entre los siglos XV y XVIII.

## Edición en castellano
- Maslama al-Mayriti, Picatrix, Madrid, Editora Nacional, 1982, ISBN 84-276-0573-0.